# 諾威奇 (堪薩斯州)
諾威奇（英語：Norwich）是一個位於美國堪薩斯州金曼縣的城市。

## 地方資料
根據2020年美國人口普查的數據，諾威奇的面積為1.04平方千米，當中陸地面積為1.04平方千米，而水域面積為0.00平方千米。當地共有人口444人，而人口密度為每平方千米426.92人。